# Referendum zur Legalisierung des Schwangerschaftsabbruchs in Portugal 2007
Im Referendum zur Legalisierung des Schwangerschaftsabbruchs in Portugal 2007, das am 11. Februar 2007 in Portugal abgehalten wurde, konnte die portugiesische Bevölkerung über die Legalisierung des freiwilligen Schwangerschaftsabbruchs innerhalb der ersten zehn Wochen entscheiden. Die Abhaltung dieses Referendums war eines der wichtigsten Wahlversprechen der portugiesischen Sozialisten unter José Sócrates. Letztlich entschied sich mit 59,24 Prozent eine deutliche Mehrheit der Bevölkerung für den Vorschlag der portugiesischen Regierung.

## Hintergrund

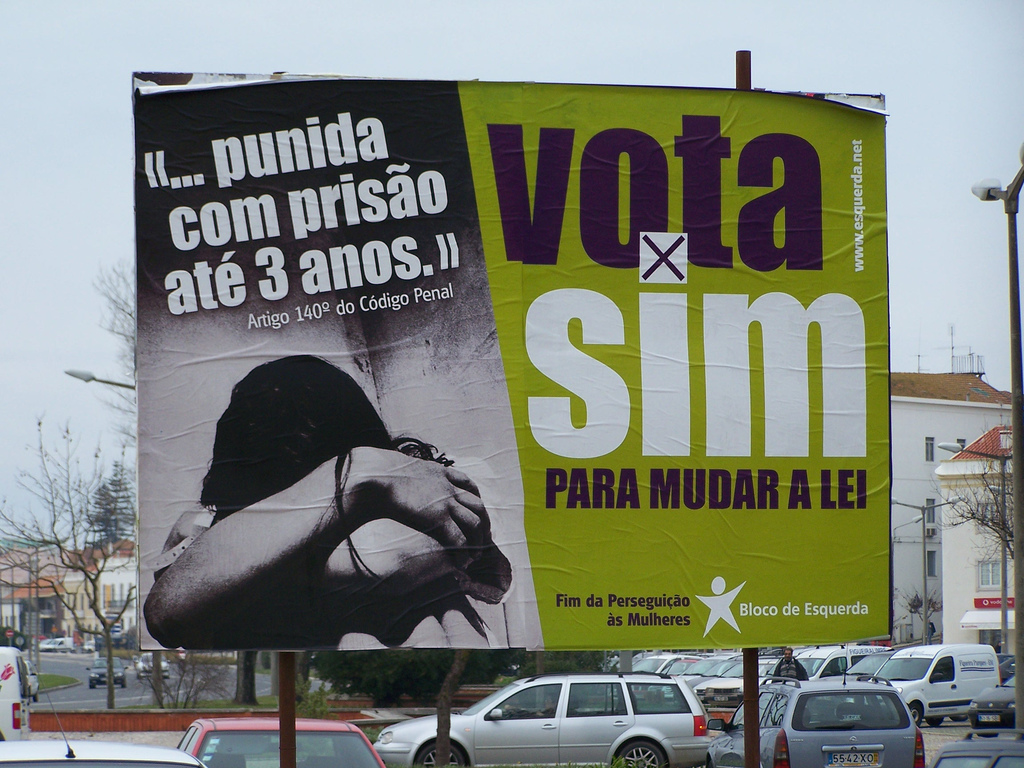
Wahlplakat des Bloco de Esquerda

Seit den 1990er Jahren fand in Portugal eine gesellschaftliche Diskussion über den Umgang mit freiwilligen, selbstgewählten Schwangerschaftsabbrüchen statt. Besonders die konservativen Parteien und die in Portugal sehr dominierende katholische Kirche vertraten vehement die Meinung, dass Schwangerschaftsabbrüche eine Art Mord darstellen würden und lehnten diese daher grundsätzlich ab. Auf der anderen Seite vertraten die linken Parteien die Auffassung, dass das portugiesische Recht mit anderen Staaten in diesem Punkt gleichziehen sollte und einen selbstgewählten Schwangerschaftsabbruch ermöglichen sollte. Bis 2007 waren Abtreibungen erlaubt, wenn das Leben bzw. die psychische Verfassung der Mutter gefährdet war (bis zur 12. Woche), im Falle einer Vergewaltigung (bis zur 16. Woche), oder wenn das zu gebärende Kind eine Deformation besitzen bzw. an einer unheilbaren Krankheit leiden würde (bis zur 24. Woche). Im Fall eines illegalen Schwangerschaftsabbruches konnte die Mutter mit bis zu drei Jahren Haft bestraft werden. In Europa gehörte Portugal damals zusammen mit Polen, Irland und Malta zu den Ländern mit den strengsten Abbruchgesetzen.
Im Referendum zur Legalisierung des Schwangerschaftsabbruchs in Portugal 1998 sollte die portugiesische Bevölkerung entscheiden, ob der selbstgewählte Schwangerschaftsabbruch bis zur zehnten Woche erlaubt werden sollte. Damals entschied sich eine knappe Mehrheit (50,07 Prozent) dagegen. Die Thematik wurde aber auch weiterhin diskutiert und spielte vor den Parlamentswahlen 2005 auch eine Rolle. Im Wahlkampf hatte José Sócrates, der spätere Premierminister, versprochen, im Falle eines Wahlsieges das Referendum mit der gleichen Frage zu wiederholen.
Dieses Referendum fand letztlich am 11. Februar 2007 statt.

## Referendum

### Frage
Die Frage, auf die lediglich mit Ja oder Nein geantwortet werden konnte, lautete:

«Concorda com a despenalização da interrupção voluntária da gravidez, se realizada, por opção da mulher, nas 10 primeiras semanas, em estabelecimento de saúde legalmente autorizado?»

„Stimmen Sie der Strafbefreiung des Schwangerschaftsabbruches innerhalb der ersten zehn Wochen zu, wenn dieser auf Wunsch der Mutter und in einer gesetzlich autorisierten Gesundheitsanstalt stattfindet?“

Während sich ausnahmslos alle linken Parteien im Parlament (Partido Socialista (PS), Partido Comunista Português (PCP), Partido Ecologista Os Verdes (PEV), Bloco de Esquerda (BE)) dafür aussprachen, lehnten besonders die katholische Kirche und die rechtskonservative Centro Democrático e Social – Partido Popular (CDS-PP) dies ab. Die größte Oppositionspartei, die Partido Social Democrata (PSD), war indes gespalten und gab offiziell keine Wahlempfehlung ab. Dennoch vertrat besonders ihr Vorsitzender Luís Marques Mendes die Gegenseite und lehnte den Gesetzesvorschlag der Regierung ab.

### Ergebnis

Ergebnis des Referendums nach Distrikten

Letztlich stimmte eine große Mehrheit (59,25 Prozent) der Bevölkerung für den Gesetzesvorschlag der Regierung. 40,75 Prozent der Wähler stimmten dagegen. Die Wahlbeteiligung lag jedoch, auch aufgrund des schlechten Wetters, nur bei 43,57 Prozent, d. h. es nahmen 3,84 Millionen der 8,49 Millionen Wahlberechtigten teil.
| Antwort         | Stimmen   | Prozent |
| --------------- | --------- | ------- |
| Ja              | 2.231.529 | 59,25   |
| Nein            | 1.534.669 | 40,75   |
| Leerstimmen     | 48.094    | 1,25    |
| Ungültig        | 25.884    | 0,67    |
| Wahlbeteiligung | 3.840.176 | (43,57) |

Der Sieg galt auch als Bestätigung für die damalige Politik der sozialistischen Regierung Sócrates, die erstmals in ihrer Geschichte mit einer absoluten Mehrheit regierte. Obwohl laut portugiesischer Verfassung die Volksabstimmung nicht rechtlich bindend war, da die Wahlbeteiligung unter 50 Prozent lag, beschloss Premierminister Sócrates die Verabschiedung des Gesetzes.
Das Gesetz trat am 10. April 2007 mit der Unterschrift des Staatspräsidenten Aníbal Cavaco Silva in Kraft.